# ويليام موراي ماكفيرسون
ويليام موراي ماكفيرسون (بالإنجليزية: William McPherson)‏ هو سياسي أسترالي، ولد في 17 سبتمبر 1865 بفيكتوريا في أستراليا، وتوفي في 26 يونيو 1932 بملبورن في أستراليا. حزبياً، نشط في Nationalist Party (Australia) ‏. وقد انتخب Premier of Victoria ‏ (22 نوفمبر 1928 – 12 ديسمبر 1929) وانتخب عضو الجمعية التشريعية فيكتوريا.